# Carles Fages de Perramon
Carles Fages de Perramon (Figueras, 24 de enero de 1843-Figueras, 25 de abril de 1932), forma parte de una familia de propietarios y juristas españoles, con una presencia muy activa en la vida cultural del Ampurdán (uno de los nietos de Fages de Perramon, fue el poeta Carles Fages de Climent).

## Biografía
Nació el 24 de enero de 1843 en Figueras. Jurista de formación fue decano del Colegio de Abogados de Figueres (1904 - 1927). Fundó y dirigió la Caja de Ahorros y Monte de Piedad de l'Empordà, y la revista El Ampurdán (1849-85). Era hijo de Narciso Fages de Romá, jurista también, y renovador de la agricultura catalana, que jugó un papel destacado durante la crisis de la filoxera. Como su padre, tuvo una participación muy activa en las actividades del Instituto Agrícola Catalán de San Isidro, reconstituyendo la subdelegación de la entidad en Figueras.
Fue padre de Javier Fages de Climent.

## Obras
De la sucesión por causa de muerte; fundamento de la facultad de testar; estudio comparado de los sistemas de sucesión vigentes en las varias provincias de España y juicio crítico de cada uno. (Imprenta de la Revista de Legislación, Madrid 1872)